# هاروت وماروت

تخطيط لاسم هاروت وماروت

هاروت وماروت هما ملكان من السماء مذكوران في القرآن نزلا في أرض بابل، وأُنزِل عليهما السحر بإذن الله؛ امتحاناً وابتلاءً للناس وكانا قبل أن يعلما الناس السحر، يقولان لهم أنهما فتنة فلا تكفروا.

## هاروت وماروت في القرآن

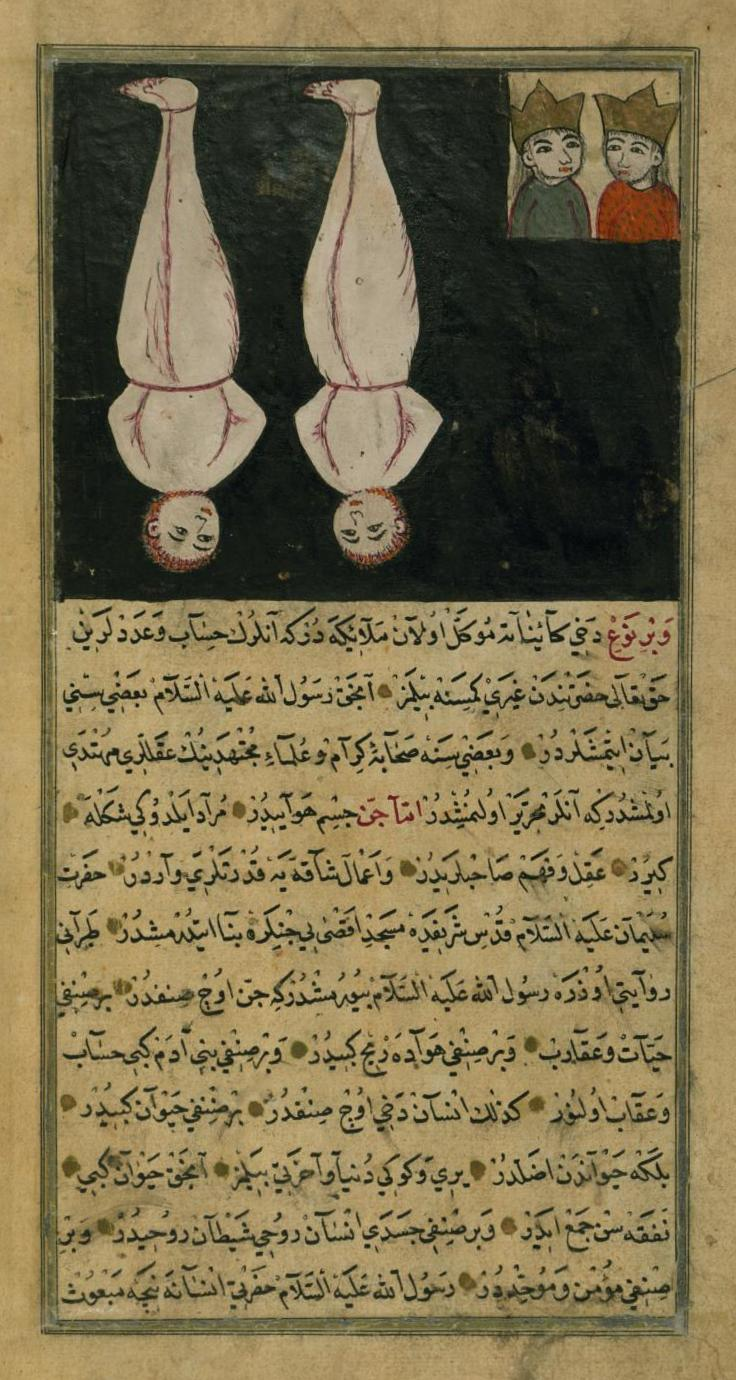
مخطوطة من كتاب عجائب المخلوقات وغرائب الموجودات توضح الملكين هاروت وماروت وهما معلقان كعقاب لهما لانتقادهما خطيئة آدم

ورد ذِكر اسمي «هاروت وماروت» في القرآن الكريم في موضع واحد فقط، قال تعالى: ﴿وَاتَّبَعُوا مَا تَتْلُو الشَّيَاطِينُ عَلَى مُلْكِ سُلَيْمَانَ وَمَا كَفَرَ سُلَيْمَانُ وَلَكِنَّ الشَّيَاطِينَ كَفَرُوا يُعَلِّمُونَ النَّاسَ السِّحْرَ وَمَا أُنْزِلَ عَلَى الْمَلَكَيْنِ بِبَابِلَ هَارُوتَ وَمَارُوتَ وَمَا يُعَلِّمَانِ مِنْ أَحَدٍ حَتَّى يَقُولَا إِنَّمَا نَحْنُ فِتْنَةٌ فَلَا تَكْفُرْ فَيَتَعَلَّمُونَ مِنْهُمَا مَا يُفَرِّقُونَ بِهِ بَيْنَ الْمَرْءِ وَزَوْجِهِ وَمَا هُمْ بِضَارِّينَ بِهِ مِنْ أَحَدٍ إِلَّا بِإِذْنِ اللَّهِ وَيَتَعَلَّمُونَ مَا يَضُرُّهُمْ وَلَا يَنْفَعُهُمْ وَلَقَدْ عَلِمُوا لَمَنِ اشْتَرَاهُ مَا لَهُ فِي الْآخِرَةِ مِنْ خَلَاقٍ وَلَبِئْسَ مَا شَرَوْا بِهِ أَنْفُسَهُمْ لَوْ كَانُوا يَعْلَمُونَ ۝١٠٢﴾ (سورة البقرة، الآية 102). وبتأمل هذا الموضع يعرف المرء الحقائق التالية:
- أنهما من الملائكة، لا من البشر.
- أنهما مرسَلان من الله؛ تعليماً لأناس شيئاً يقيهم من الشر، لا أنهما معاقبان على ذنب.

قال عبد الرحمن السعدي: وكذلك اتبع اليهودُ السحرَ الذي أُنزل على الملَكين، الكائنين بأرض «بابل»، من أرض العراق، أنزل عليهما السحر؛ امتحاناً وابتلاءً من الله لعباده، فيعلمانهم السحر. (وَمَا يُعَلِّمَانِ مِنْ أَحَدٍ حَتَّى) ينصحاه، و (يَقُولا إِنَّمَا نَحْنُ فِتْنَةٌ فَلا تَكْفُرْ) أي: لا تتعلم السحر فإنه كفر، فينهيانه عن السحر، ويخبرانه عن مرتبته. فتعليم الشياطين للسحر على وجه التدليس، والإضلال، ونسبته، وترويجه، إلى مَن برَّأه الله منه، وهو سليمان عليه السلام، وتعليم الملكين امتحاناً مع نصحهما: لئلا يكون لهم حجة. فهؤلاء اليهود يتبعون السحر الذي تُعلِّمه الشياطين، والسحر الذي يعلمه الملكان، فتركوا علم الأنبياء والمرسلين، وأقبلوا على علم الشياطين، وكل يصبو إلى ما يناسبه. ثم ذكر مفاسد السحر فقال: (فَيَتَعَلَّمُونَ مِنْهُمَا مَا يُفَرِّقُونَ بِهِ بَيْنَ الْمَرْءِ وَزَوْجِهِ) مع أن محبة الزوجين لا تقاس بمحبة غيرهما؛ لأن الله قال في حقهما: (وَجَعَلَ بَيْنَكُمْ مَوَدَّةً وَرَحْمَةً)، وفي هذا دليل على أن السحر له حقيقة، وأنه يضر بإذن الله، أي بإرادة الله، والإذن نوعان: إذن قدَري، وهو المتعلق بمشيئة الله، كما في هذه الآية، وإذن شرعي، كما في قوله تعالى في الآية السابقة: (فَإِنَّهُ نزلَهُ عَلَى قَلْبِكَ بِإِذْنِ اللَّهِ). وفي هذه الآية وما أشبهها: أن الأسباب مهما بلغت في قوة التأثير: فإنها تابعة للقضاء والقدر، ليست مستقلة في التأثير، ولم يخالف في هذا الأصل مِن فِرَق الأمَّة غير «القدرية» في أفعال العباد، زعموا أنها مستقلة غير تابعة للمشيئة، فأخرجوها عن قدرة الله، فخالفوا كتاب الله، وسنَّة رسوله، وإجماع الصحابة، والتابعين. ثم ذكر أن علم السحر مضرة محضة، ليس فيه منفعة، لا دينية ولا دنيوية، كما يوجد بعض المنافع الدنيوية في بعض المعاصي، كما قال تعالى في الخمر والميسر: (قُلْ فِيهِمَا إِثْمٌ كَبِيرٌ وَمَنَافِعُ لِلنَّاسِ وَإِثْمُهُمَا أَكْبَرُ مِنْ نَفْعِهِمَا) فهذا السحر مضرة محضة، فليس له داع أصلا، فالمنهيات كلها إما مضرة محضة، أو شرها أكبر من خيرها، كما أن المأمورات إما مصلحة محضة، أو خيرها أكثر من شرها. (وَلَقَدْ عَلِمُوا) أي: اليهود، (لَمَنِ اشْتَرَاهُ) أي: رغب في السحر رغبة المشتري في السلعة: (مَا لَهُ فِي الآخِرَةِ مِنْ خَلاقٍ) أي: نصيب، بل هو موجب للعقوبة، فلم يكن فعلهم إياه جهلاً، ولكنهم استحبوا الحياة الدنيا على الآخرة. (وَلَبِئْسَ مَا شَرَوْا بِهِ أَنْفُسَهُمْ لَوْ كَانُوا يَعْلَمُونَ) علماً يثمر العمل: ما فعلوه.
وكل ما عدا ظاهر القرآن في حال هذين الملَكين: فهو من الإسرائيليات، يردها ما ثبت من عصمة الملائكة، على وجه العموم، دون ورود استثناء لهذا لأصل العام: ﴿وَقَالُوا اتَّخَذَ الرَّحْمَنُ وَلَدًا سُبْحَانَهُ بَلْ عِبَادٌ مُكْرَمُونَ ۝٢٦ لَا يَسْبِقُونَهُ بِالْقَوْلِ وَهُمْ بِأَمْرِهِ يَعْمَلُونَ ۝٢٧ يَعْلَمُ مَا بَيْنَ أَيْدِيهِمْ وَمَا خَلْفَهُمْ وَلَا يَشْفَعُونَ إِلَّا لِمَنِ ارْتَضَى وَهُمْ مِنْ خَشْيَتِهِ مُشْفِقُونَ ۝٢٨﴾ (سورة الأنبياء، الآيات 26-28).
قال ابن كثير: وقد روي في قصة «هاروت وماروت» عن جماعة من التابعين، كمجاهد، والسدي، والحسن البصري، وقتادة، وأبي العالية، والزهري، والربيع بن أنس، ومقاتل بن حيان، وغيرهم، وقصها خلق من المفسرين، من المتقدمين والمتأخرين، وحاصلها راجع في تفصيلها إلى أخبار بني إسرائيل، إذ ليس فيها حديث مرفوع صحيح متصل الإسناد إلى الصادق المصدوق المعصوم الذي لا ينطق عن الهوى، وظاهر سياق القرآن: إجمال القصة من غير بسط، ولا إطناب فيها، فنحن نؤمن بما ورد في القرآن، على ما أراده الله تعالى، والله أعلم بحقيقة الحال.

## عصمة الملائكة

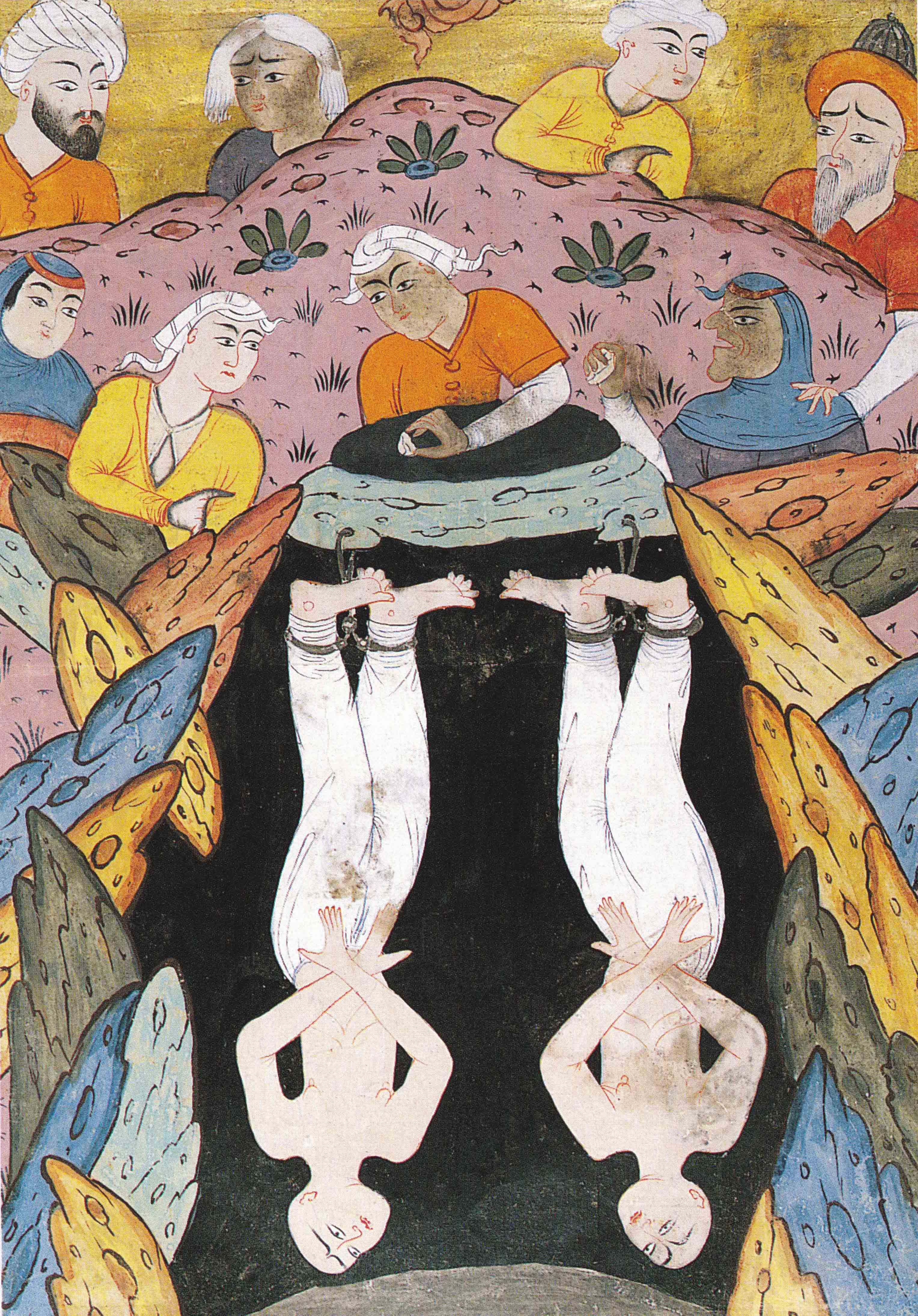
رسمة للملكين هاروت وماروت وهما في بئر إلى يوم القيامة عام 1703

يقول ابن كثير: وذهب كثير من السلف إلى أنهما كانا ملكين من السماء، وكان من أمرهما ما كان، وقد ورد في ذلك حديث مرفوع رواه الإمام أحمد في مسنده. وعلى هذا فيكون الجمع بين هذا وبين ما ورد من الدلائل على عصمة الملائكة أن هذين سبق في علم الله لهما هذا، فيكون تخصيصاً لهما، فلا تعارض حينئذ، كما سبق في علمه من أمر إبليس ما سبق. مع أن شأن هاروت وماروت على ما ذكر أخف مما وقع من إبليس لعنه الله), لكن هذا الكلام يسقط تباعا لكون القرآن يشير بصريح العبارة إلى أن الملائكة لا تنزل إلى الأرض كي تعلم الناس بل فقط الأنبياء، أما الناس فقد كلف الله الأنبياء لمحاورتهم وليس الملائكة، كما أن القول بأن الملكين يعلمان الناس الوقاية من السحر هو كلام باطل كون الآية تقول «وَيَتَعَلَّمُونَ مَا يَضُرُّهُمْ وَلا يَنفَعُهُمْ».

## أقوال المفسرين
ذكر إمام المفسرين ابن جرير الطبري في تفسيره: فبيّن أن معنى: { ما } التي في قوله: { وما أنزل على الملكين } بمعنى «الذي»، وأن هاروت وماروت مترجم بهما عن الملكين؛ ولذلك فتحت أواخر أسمائهما، لأنهما في موضع خفض على الرد على الملكين، ولكنهما لما كانا لا يجران فتحت أواخر أسمائهما. فإن التبس على ذي غباء ما قلنا، فقال: وكيف يجوز لملائكة الله أن تعلم الناس التفريق بين المرء وزوجه؟ أم كيف يجوز أن يضاف إلى الله تبارك وتعالى إنزال ذلك على الملائكة؟ قيل له: إن الله جل ثناؤه عرف عباده جميع ما أمرهم به وجميع ما نهاهم عنه، ثم أمرهم ونهاهم بعد العلم منهم بما يؤمرون به وينهون عنه. ولو كان الأمر على غير ذلك، لما كان للأمر والنهي معنى مفهوم؛ فالسحر مما قد نهى عباده من بني آدم عنه، فغير منكر أن يكون جل ثناؤه علمه الملكين اللذين سماهما في تنزيله وجعلهما فتنة لعباده من بني آدم كما أخبر عنهما أنهما يقولان لمن يتعلم ذلك منهما: { إنما نحن فتنة فلا تكفر } ليختبر بهما عباده الذين نهاهم عن التفريق بين المرء وزوجه وعن السحر، فيمحص المؤمن بتركه التعلم منهما، ويخزي الكافر بتعلمه السحر والكفر منهما، ويكون الملكان في تعليمهما من علما ذلك لله مطيعين، إذ كانا عن إذن الله لهما بتعليم ذلك من علماه يعلمان. وقد عبد من دون الله جماعة من أولياء الله، فلم يكن ذلك لهم ضائرا إذ لم يكن ذلك بأمرهم إياهم به، بل عبد بعضهم والمعبود عنه ناه، فكذلك الملكان غير ضائرهما سحر من سحر ممن تعلم ذلك منهما بعد نهيهما إياه عنه وعظتهما له بقولهما: { إنما نحن فتنة فلا تكفر } إذ كانا قد أديا ما أمر به بقيلهما ذلك.
وقال القرطبي: قوله تعالى: (وَمَا أُنْزِلَ عَلَى الْمَلَكَيْنِ) «مَا» نَفِي، والوَاو للعَطْف على قَولِه: (وَمَا كَفَرَ سُلَيْمَانُ)، وذلك أنَّ اليَهُود قَالُوا: إنَّ الله أنْزَل جِبْرِيل ومِيكَائيل بالسِّحْر ؛ فَنَفَى الله ذلك، وفي الكَلام تَقْدِيم وتَأخِير، التَّقْدِير: ومَا كَفَر سُلَيمَان ومَا أُنْزِل على الْمَلَكَين، ولكِنَّ الشَّياطِين كَفَرُوا يُعَلِّمون النَّاس السِّحْر بِبَابِل هَارُوت ومَارُوت ؛ فَهَارُوت ومَارُوت بَدَل مِن الشَّياطِين في قَوله: (وَلَكِنَّ الشَّيَاطِينَ كَفَرُوا). هذا أوْلَى ما حُمِلَتْ عليه الآية مِن التَّأويل، وأصَحّ ما قِيل فِيها، ولا يُلْتفَت إلى سِواه ؛ فالسِّحْر مِن اسْتِخْرَاج الشَّياطِين لِلَطَافَة جَوْهَرِهم ودِقّـة أفْهَامِهم.
ورجّح القاسمي كون «ما» نافية، وأنَّ هَارُوت ومَارُوت كَانا رَجُلَين مُتَظَاهِرَين بالصَّلاح. فقال: اعْلَم أنَّ للعُلَمَاء في هذه الآية وُجُوهًا كَثيرة، وأقْوالاً عَديدة ؛ فمنهم مَن ذَهَب فيها مَذْهب الأخْبَارِيين نَقَلة الغثّ والسَّمِين، ومِنهم مَن وَقَفَ مَع ظَاهِرِها البَحْت وتَمَحَّل لِمَا اعْتَرَضَه بِمَا الْمَعْنَى الصَّحِيح في غِنى عَنه، ومِنهم مَن ادَّعَى فِيها التَّقْدِيم والتَّأخِير، ورَدّ آخِرَها على أوّلها، بِمَا جَعَلها أشبَه بالألْغَاز والْمُعَمَّيَات، التي يَتَنَزَّه عنها بَيان أبْلَغ كَلامِهم، إلى غير ذلك مما يَرَاه الْمُتَتَبِّع لِمَا كُتِب فيها.
والذي ذَهَب إليه الْمُحَقِّقُون أنَّ هَارُوت ومَارُوت كَانا رَجُلَين مُتَظَاهِرَين بالصَّلاح والتَّقْوى في بَابِل ... وكانا يُعلِّمَان النَّاس السِّحْر. وَبَلَغ حُسْن اعْتِقَاد النَّاس بِهِما أنْ ظَنُّوا أنَهما مَلَكَان مِن السَّمَاء، وما يُعلِّمَانِه للنَّاس هو بِوحْي مِن الله، وبَلَغ مَكْر هَذَين الرَّجُلَين ومُحَافَظتهما على اعْتِقَاد النَّاس الْحَسَن فِيهما أنهما صَارَا يَقُولان لِكُلّ مَن أرَاد أن يَتَعَلَّم مِنهما: (إِنَّمَا نَحْنُ فِتْنَةٌ فَلا تَكْفُرْ)، أي: إنما نَحْن أوُلو فِتْنَة نَبْلُوك ونَخْتَبِرُك، أتَشْكُر أمْ تَكْفُر، ونَنْصَح لَك ألاَّ تَكْفُر. يقولان ذلك لِيُوهِما النَّاس أنَّ عُلومَهما إلَهِيَّة، وصِنَاعَتهما رَوْحَانِيَّة، وأنهما لا يَقْصِدَان إلاَّ الْخَير ...
فـ «ما» هنا نافية على أصَحَّ الأقْوال، ولفظ (الْمَلَكَيْنِ) هنا وارِد حَسب العُرْف الْجَارِي بَيْن النَّاس في ذلك الوَقْت.
ثم خَلَص القاسمي إلى: " أنَّ مَعْنى الآية مِن أوَّلها إلى آخِرها هكذا :
أن اليَهود كَذَّبُوا القُرآن ونَبَذُوه وَرَاء ظُهورِهم، واعْتَاضُوا عَنه بالأقَاصِيص والْخُرَافَات التي يَسْمَعُونَها مِن خُبَثَائهم عن سُلَيمَان ومُلْكِه، وزَعُمُوا أنه كَفَر، وهَو لَمْ يَكْفُر، ولكن شَياطِينهم هُم الذين كَفَرُوا، وصَارُوا يُعلِّمُون النَّاس السِّحْر، ويَدّعُون أنه أُنْزِل على هَارُوت ومَارُوت، اللذين سَمَّوهما مَلَكَين، ولم يَنْزِل عَليهما شَيء ... فأنْتَ تَرَى أنَّ هَذا المقَام كُله ذََمّ، فلا يَصِحّ أن يَرِد فيه مَدْح هَارُوت ومَارُوت.
والذي يَدُلّ على صِحَّة مَا قُلْنَاه فِيهما أنَّ القُرآن أنكَر نُزُول أيّ مَلَك إلى الأرْض لِيُعَلِّم النَّاس شَيئا مِن عِند الله، غَير الوَحْي إلى الأنْبِيَاء، ونَصَّ نَصًّا صَرِيحًا أنّ الله لَم يُرْسِل إلَّا الإنْس لِتَعْلِيم بَنِي نَوْعِهم، فقال: (وَمَا أَرْسَلْنَا قَبْلَكَ إِلاَّ رِجَالا نُوحِي إِلَيْهِمْ فَاسْأَلُوا أَهْلَ الذِّكْرِ إِنْ كُنْتُمْ لا تَعْلَمُونَ)[الأنبياء:7]، وقال مُنكِراً طَلَب إنْزَال الْمَلَك : (وَقَالُوا لَوْلا أُنْزِلَ عَلَيْهِ مَلَكٌ وَلَوْ أَنْزَلْنَا مَلَكًا لَقُضِيَ الأَمْرُ ثُمَّ لا يُنْظَرُونَ)[الأنعام:8]، وقال في سورة الفرقان: ﴿وَقَالُوا مَالِ هَذَا الرَّسُولِ يَأْكُلُ الطَّعَامَ وَيَمْشِي فِي الْأَسْوَاقِ لَوْلَا أُنْزِلَ إِلَيْهِ مَلَكٌ فَيَكُونَ مَعَهُ نَذِيرًا ۝٧ أَوْ يُلْقَى إِلَيْهِ كَنْزٌ أَوْ تَكُونُ لَهُ جَنَّةٌ يَأْكُلُ مِنْهَا وَقَالَ الظَّالِمُونَ إِنْ تَتَّبِعُونَ إِلَّا رَجُلًا مَسْحُورًا ۝٨ انْظُرْ كَيْفَ ضَرَبُوا لَكَ الْأَمْثَالَ فَضَلُّوا فَلَا يَسْتَطِيعُونَ سَبِيلًا ۝٩﴾ (سورة الفرقان، الآيات 7-9).

## قصة هاروت وماروت في الآثار والمرويات
قال الله في سورة البقرة: ﴿وَاتَّبَعُوا مَا تَتْلُو الشَّيَاطِينُ عَلَى مُلْكِ سُلَيْمَانَ وَمَا كَفَرَ سُلَيْمَانُ وَلَكِنَّ الشَّيَاطِينَ كَفَرُوا يُعَلِّمُونَ النَّاسَ السِّحْرَ وَمَا أُنْزِلَ عَلَى الْمَلَكَيْنِ بِبَابِلَ هَارُوتَ وَمَارُوتَ وَمَا يُعَلِّمَانِ مِنْ أَحَدٍ حَتَّى يَقُولَا إِنَّمَا نَحْنُ فِتْنَةٌ فَلَا تَكْفُرْ فَيَتَعَلَّمُونَ مِنْهُمَا مَا يُفَرِّقُونَ بِهِ بَيْنَ الْمَرْءِ وَزَوْجِهِ وَمَا هُمْ بِضَارِّينَ بِهِ مِنْ أَحَدٍ إِلَّا بِإِذْنِ اللَّهِ وَيَتَعَلَّمُونَ مَا يَضُرُّهُمْ وَلَا يَنْفَعُهُمْ وَلَقَدْ عَلِمُوا لَمَنِ اشْتَرَاهُ مَا لَهُ فِي الْآخِرَةِ مِنْ خَلَاقٍ وَلَبِئْسَ مَا شَرَوْا بِهِ أَنْفُسَهُمْ لَوْ كَانُوا يَعْلَمُونَ ۝١٠٢﴾ (سورة البقرة، الآية 102).
روى ابن جرير بسنده عن السدي وعن الربيع ومجاهد وابن مسعود وابن عباس بروايات متشابهة مفادها: أنه كان من أمر هاروت وماروت أنهما طعنا على أهل الأرض في أحكامهم، فقيل لهما: إني أعطيت ابن آدم عشرا من الشهوات فبها يعصونني. قال هاروت وماروت: ربنا لو أعطيتنا تلك الشهوات ثم نزلنا لحكمنا بالعدل. فقال لهما: انزلا فقد أعطيتكما تلك الشهوات العشر فاحكما بين الناس! فنزلا ببابل دنباوند، فكانا يحكمان حتى إذا أمسيا عرجا فإذا أصبحا هبطا. فلم يزالا كذلك حتى أتتهما امرأة تخاصم زوجها، فأعجبهما حسنها واسمها بالعربية «الزهرة»، وبالنبطية «بيذخت»، واسمها بالفارسية «واناهيذ»، فقال أحدهما لصاحبه: إنها لتعجبني. فقال الآخر: قد أردت أن أذكر لك فاستحييت منك. فقال الآخر: هل لك أن أذكرها لنفسها؟ قال: نعم، ولكن كيف لنا بعذاب الله؟ قال الآخر: إنا نرجو رحمة الله . فلما جاءت تخاصم زوجها ذكرا إليها نفسها، فقالت: لا حتى تقضيا لي على زوجي، فقضيا لها على زوجها . ثم واعدتهما خربة من الخرب يأتيانها فيها، فأتياها لذلك، فلما أراد الذي يواقعها، قالت: ما أنا بالذي أفعل حتى تخبراني بأي كلام تصعدان إلى السماء؟ وبأي كلام تنزلان منها؟ فأخبراها فتكلمت فصعدت. فأنساها الله ما تنزل به فبقيت مكانها، وجعلها الله كوكبا - فكان عبد الله بن عمر كلما رآها لعنها وقال: هذه التي فتنت هاروت وماروت - فلما كان الليل أرادا أن يصعدا فلم يستطيعا فعرفا الهلك، فخيرا بين عذاب الدنيا والآخرة، فاختارا عذاب الدنيا من عذاب الآخرة، فعلقا ببابل فجعلا يكلمان الناس كلامهما وهو السحر.

## قصص من شاهدهم

### خبر صاحبة دومة الجندل مع عائشة
قال ابن كثير رحمه الله تعالى: [وقد ورد في ذلك أثر غريب وسياق عجيب في ذلك أحببنا أن ننبه عليه، قال الإمام أبو جعفر بن جرير رحمه الله تعالى: أخبرنا الربيع بن سليمان أخبرنا ابن وهب أخبرنا ابن أبي الزناد حدثني هشام بن عروة عن أبيه عن عائشة رضي الله عنها زوج النبي صلى الله عليه وسلم أنها قالت: قدمت علي امرأة من أهل دومة الجندل جاءت تبتغي رسول الله صلى الله عليه وسلم بعد موته حداثة ذلك] أي: بعد وفاته بقليل [تسأله عن شيء دخلت فيه من أمر السحر ولم تعمل به.
قالت عائشة رضي الله عنها لـ عروة: يا ابن أختي! فرأيتها تبكي حين لم تجد رسول الله صلى الله عليه وسلم فيشفيها، فكانت تبكي حتى إني لأرحمها، وتقول: إني أخاف أن أكون قد هلكت، كان لي زوج فغاب عني، فدخلت علي عجوز فشكوت ذلك إليها، فقالت: إن فعلت ما آمرك به فأجعله يأتيك، فلما كان الليل جاءتني بكلبين أسودين فركبت أحدهما وركبت الآخر، فلم يكن شي حتى وقفنا ببابل وإذا برجلين معلقين بأرجلهما فقالا: ما جاء بك؟ قلت: نتعلم السحر، فقالا: إنما نحن فتنة فلا تكفري فارجعي، فأبيت وقلت: لا، قالا: فاذهبي إلى ذلك التنور فبولي فيه فذهبت ففزعت ولم أفعل فرجعت إليهما فقالا: أفعلت؟ فقلت: نعم، فقالا: هل رأيت شيئاً؟ فقلت: لم أر شيئاً، فقالا: لم تفعلي، ارجعي إلى بلادك ولا تكفري فأرببت وأبيت].
قالت: [فقالا: اذهبي إلى ذلك التنور فبولي فيه، فذهبت فاقشعررت وخفت، ثم رجعت إليهما وقلت: قد فعلت، فقالا: فما رأيت؟ قلت: لم أر شيئاً، فقالا: كذبت، لم تفعلي، ارجعي إلى بلادك ولا تكفري، فإنك على رأس أمرك، فأرببت وأبيت، فقالا: اذهبي إلى التنور فبولي فيه، فذهبت إليه فبلت فيه، فرأيت فارساً مقنعاً بحديد خرج مني فذهب في السماء وغاب حتى ما أراه، فجئتهما فقلت: قد فعلت، فقالا: فما رأيت؟ قلت: رأيت فارساً مقنعاً خرج مني فذهب في السماء وغاب حتى ما أراه، فقالا: صدقت، ذلك إيمانك خرج منك، اذهبي، فقلت للمرأة: والله ما أعلم شيئاً وما قالا لي شيئاً، فقالت: بلى، لم تريدي شيئاً إلا كان، خذي هذا القمح فابذري، فبذرت وقلت: اطلعي، فأطلعت، وقلت: احقلي فأحقلت].
قالت: [ثم قلت: افركي فأفركت].
قالت: [ثم قلت: أيبسي فأيبست].
قالت: [ثم قلت: اطحني فأطحنت].
قالت: [ثم قلت: اخبزي فأخبزت، فلما رأيت أني لا أريد شيئاً إلا كان سُقِط في يدي وندمت -والله! يا أم المؤمنين- ما فعلت شيئاً ولا أفعله أبداً] 

### خبر الرجل مع عبد الملك بن مروان
وأخرج ابن المنذر من طريق الأوزاعي عن هارون بن رئاب قال: دخلت على عبد الملك بن مروان وعنده رجل قد ثنيت له وسادة وهو متكئ عليها، فقالوا: هذا قد لقي هاروت وماروت، فقلت: هذا ؟! قالوا: نعم، فقلت حدثنا يرحمك الله، فأنشأ يحدثنا فلم يتمالك من الدموع، فقال: كنت غلاما حدثا ولم أدرك أبي، وكانت أمي تعطيني من المال حاجتي، فأنفقه وأفسده وأبذره، ولا تسألني أمي عنه، فلما طال ذلك وكبرت أحببت أن أعلم من أين لأمي هذه الأموال، فقلت لها يوما: من أين لك هذه الأموال؟ فقالت: يا بني، كل وتنعم ولا تسأل عنه، فهو خير لك. فلم أزل أسألها وألح عليها، فأدخلتني بيتا فيه أموال كثيرة فقالت: يا بني هذا كله لك، فكل وتنعم ولا تسأل عنه، فقلت: لا بد أن أعلم من أين هذا، قال: فقالت: يا بني كل وتنعم ولا تسأل فهو خير لك، قال: فألححت عليها، فقالت: إن أباك كان ساحرا، وجمع هذه الأموال من السحر، قال: فأكلت ما أكلت ومضى ما مضى ثم تفكرت فقلت: يوشك أن يذهب هذا المال ويفنى، فينبغي أن أتعلم السحر، فأجمع كما جمع أبي، فقلت لأمي: من كان خاصة أبي وصديقه من أهل الأرض؟ قالت: فلان. لرجل في كورة أخرى، فتجهزت فأتيته فسلمت عليه، فقال: من الرجل؟ قلت: فلان بن فلان صديقك، قال: نعم، مرحبا، ما جاء بك، فقد ترك أبوك من المال ما لا تحتاج إلى أحد؟ قال: فقلت: جئت لأتعلم السحر، قال: يا بني لا تريده، لا خير فيه، قلت: لا بد من أن أتعلمه، قال: فناشدني وألح علي ألا تريده، فقلت: لا بد من أن أتعلمه. قال: أما إذا أبيت فاذهب، فإذا كان يوم كذا وكذا فوافني ههنا، قال: ففعلت فوافيته. قال: فأخذ يناشدني الله وينهاني ويقول: لا تريد السحر، لا خير فيه، فأبيت عليه، فلما رآني قد أبيت قال: فإني أدخلك موضعا، فإياك أن تذكر الله فيه، قال: فأدخلني في سرب تحت الأرض، قال: فجعلت أدخل ثلاثمائة وكذا مرقاة، ولا أنكر من ضوء النهار شيئا. قال: فلما بلغت أسفله إذا أنا بهاروت وماروت معلقان بالسلاسل في الهوي. قال: فإذا أعينهما كالترسة ورءوسهما- ذكر شيئا لا أحفظه- ولهما أجنحة، فلما نظرت إليهما قلت: لا إله إلا الله. قال: فضربا بأجنحتهما ضربا شديدا، وصاحا صياحا شديدا ساعة ثم سكتا، ثم قلت أيضا: لا إله إلا الله. ففعلا مثل ذلك، ثم قلت الثالثة: ففعلا مثل ذلك، ثم سكتا وسكت، فنظرا إلي فقالا لي: آدمي ؟ فقلت: نعم، قال: قلت: ما بالكما حين ذكرت الله فعلتما ما فعلتما ؟ قالا: لأن ذلك اسم لم نسمعه من حين خرجنا من تحت العرش.
قالا: من أمة من؟ قلت: من أمة محمد صلى الله عليه وسلم . قالا: أوقد بعث؟ قلت: نعم. قالا: اجتمع الناس على رجل واحد أو هم مختلفون؟ قلت: قد اجتمعوا على رجل واحد، قال: فساءهما ذلك، فقالا: كيف ذات بينهم؟ قلت: سيئ، فسرهما ذلك، فقالا: هل بلغ البنيان بحيرة الطبرية؟ قلت: لا، فساءهما ذلك، فسكتا، فقلت لهما: ما بالكما حين أخبرتكما باجتماع الناس على رجل واحد ساءكما ذلك؟ فقالا: إن الساعة لم تقرب ما دام الناس على رجل واحد. قلت: فما بالكما سركما حين أخبرتكما بفساد ذات البين؟ قالا: لأنا رجونا اقتراب الساعة. قال: قلت: فما بالكما ساءكما حين ذكرت أن البنيان لم يبلغ بحيرة الطبرية قالا: لأن الساعة لا تقوم أبدا حتى يبلغ البنيان بحيرة الطبرية، قال: قلت لهما: أوصياني، قالا: إن قدرت ألا تنام فافعل، فإن الأمر جد.

## أصل فارسي
لاحظ اللغوين العرب أعجمية اسم الملكين هاروت وماروت، واقترح المستشرق الألماني بول دي لاغارد صلتهما بالمَلَكين هاروتات (Haruvatāt) وأميريتات (Ameretāt) في الديانة الزرادشتية، ولاحقاً توصل كلير تيسدال لنفس الاستنتاج، ثم تلقى المجتمع العلمي ذلك بقبول واسع، في حين يرفض المسلمون هذه العلاقة لاختلاف قصة وأدوار الملكين القرآنيين عن الدين الزرادشتي واختلاف موضع القصة القرآنية (في بابل).

## طالع أيضًا
- ملائكة
- سحر